# Sophie Bouillon
Sophie Bouillon est une journaliste française indépendante née en 1984 à Vesoul.

## Biographie
Originaire de Vesoul (70), elle fit notamment ses études au lycée des Haberges.
Elle a travaillé comme correspondante basée à Johannesbourg de 2008 à 2013 pour Libération, Courrier international et la Radio télévision suisse notamment, avant de travailler comme reporter indépendante depuis 2014 (L'Obs, Libération, RTS, Europe 1,...). Couverture de Boko Haram au Nigeria, série de reportages sur Lagos, de la guerre dans l'Est de la République démocratique du Congo en 2012. Elle travaille également sur des sujets de société en France (immigration, banlieue, prostitution,...).
Pigiste, elle obtient le Prix Albert-Londres 2009 pour un article sur le Zimbabwe, « Bienvenue chez Mugabe ! » (ill. de Sergio Aquindo), paru dans la revue XXI.

## Publication
- Une vie de pintade en Afrique du Sud, Paris, Éditions Calmann-Lévy, coll. « Documents, Actualités, Société », 2013, 370 p.  (ISBN 978-2-7021-4497-8)
- Elles, Les Prostituées et nous, Paris, Éditions Premier Parallèle, 2015, 120 p.  (ISBN 979-10-94841-08-2)[4]
- Manuwa Street (sur Lagos, Nigéria), Paris, Éditions Premier Parallèle, 2021, 135 p. (ISBN 978-2-85061-066-0)

## Récompense
- Prix Albert-Londres 2009[5]
- 2e Prix Bayeux en radio pour Europe 1 (Les milices civiles face à Boko Haram), 2014